# 克特林·普雷多尤
克特林·马里安·普雷多尤（羅馬尼亞語：Cătălin Marian Predoiu，發音：[kətəˈlin preˈdoju]；1968年8月27日—），罗马尼亚律师和政治家，現任罗马尼亚副总理兼內政部長，前任總理馬切爾·喬拉庫辞职后担任罗马尼亚临时总理（2025年5月6日）。2008年-2012年担任罗马尼亚司法部长。
克特林·普雷多尤1991年毕业于布加勒斯特大学法律系。1994年他在法国卡昂完成一个商业法律培训项目。在1994年和2007年期间他在布加勒斯特大学作为一个讲师教授商法。普雷多尤发表了一些文章和商法的研究，作为一个法律专著的作者之一，获得了罗马尼亚科学院奖。
自2005年以来普雷多尤是ZRP法律伙伴的助理律师，是商业和企业治理方面的律师，拥有一个商业银行的博士学位。自2003年起，他是布加勒斯特律师协会成员。
2008年12月22日普雷多尤担任克林·波佩斯库-特里恰努、埃米尔·博克和米哈伊·勒兹万·温古雷亚努三届政府的司法部长。因在社会民主党和民主自由党(PDL)联合政府中任职，受到他所属的国家自由党批评，普雷多尤退出了国家自由党，成为在第一届博克内阁和唯一的独立人士部长。